# Борку-Яла
Борку-Яла (фр. Borkou Yala, араб. بوركو يالا‎) — один из двух департаментов административного региона Борку в республике Чад. Административный центр — деревня Кирдими.

## История
Департамент Борку-Яла был создан постановлением № 002/PR/ 08 «О реструктуризации некоторых децентрализованных территориальных сообществ» от 19 февраля 2008 года.

## Население
По данным переписи населения, в 2009 году в департаменте проживали 25 214 человек (13 237 мужчин и 25 214 женщин). По другим данным, в 2012 году количество населения департамента Борку-Яла составляло 24 491 человек.

## Административное деление
Департамент Борку-Яла включает в себя 2 подпрефектуры:
- Кирдими (фр. Kirdimi)
- Ярда (фр. Yarda)

## Префекты
Префекты Борку-Яла (с 2008 года):
- С 9 октября 2008 года: Чоа Хемчи (фр. Choua Hemchi)[4]